# 普萊恩菲爾德 (愛荷華州)
普萊恩菲爾德（英語：Plainfield）是一個位於美國愛荷華州布雷默縣的城市。

## 地理
普萊恩菲爾德的座標為42°50′41″N 92°32′05″W / 42.84472°N 92.53472°W，而該地的平均海拔高度為287米（即942英尺）。

## 人口
根據2010年美國人口普查的數據，普萊恩菲爾德的面積為0.85平方千米，均為陸地。當地共有人口436人，而人口密度為每平方千米512人。